# Rutger Kroese
Rutger "Rutti" Kroese (1965) is een Nederlands muziekproducent die aan het einde van de jaren negentig bekend werd als producer van moderne r&b. Hij produceerde hitsingles voor Nasty en Dignity. Eerder had hij al successen met Hiphouse-producties voor Tony Scott en Mr. Lee. In de jaren tachtig is hij als remixer ook actief voor Disco Mix Club.

## Biografie
Kroese is begin jaren tachtig bezig met mixen en het maken van remixen. Veel inspiratie haalt hij bij de Soulshow van Ferry Maat. In 1981 stuurt hij een mix op, die ook wordt uitgezonden. De uitzending speelt hem in de kijker van diverse platenmaatschappijen die interesse hebben in zijn productie en mix-kunsten. Vanaf 1983 werkt hij als studiotechnicus voor diverse platenmaatschappijen. Hij werkt mee aan nummers voor oder andere René Froger, Samantha Fox en Rick James. In de jaren tachtig maakt hij ook veel remixen. Daarbij werkt hij ook samen voor de remix-service Disco Mix Club. In de late jaren tachtig begint hij ook zelf met produceren. Hij begint in de Bullet Sound studio van Willem van Kooten. De eerste productie die hij maakt is Pick Up the Pieces van Tony Scott, waarbij Orlando Voorn de scratches doet. In 1989 richt hij zijn eigen Cruise Control Studios in een kelder aan het Rokin in Amsterdam. Hij produceert daarna nog meer singles voor Tony Scott. Hierbij zit onder andere Under Pressure, dat een nummer van Boyz II Men waarop Scott een gastrap doet. In 1992 werkt hij ook samen met Mr. Lee op de single Take Me Higher.
In de tweede helft van de jaren negentig gaat Kroese zich meer met moderne r&b bezig houden. Zo is hij betrokken bij de samenstelling van de No Sweat-verzamelaars van het Nationaal Pop Instituut. Zijn Cruise Control Studios worden een broedplaats voor nieuwe acts van Nederlandse bodem. Daarvan is Keshaw een van zijn eerste creatie. Het eerste succes heeft hij met zangeres/rapster Nasty, die eind 1996 een grote hit maakt met het door hem geproduceerde Een Moment Zonder jou. Hij ontdekt ook de band Sat-R-Day, die eigen muziek uitbrengt maar Kroese ook in de studio zal bijstaan. Hij produceert ook enkele tracks voor de vrouwengroep Dignity, waarvan Talk To Me en Nothing Is For Free op single verschijnen. Hitsucces is er ook voor Re-Play waarvoor hij de hitsingle Kijk Om Je Heen produceert. In 2002 schrijft hij teksten voor Edsilia Rombley voor haar album Face To Face. In 2003 wordt er een samenwerking tot stand gebracht tussen Sat-R-Day en rapper Coolio. Dat levert het nummer Don't Go op. Daarna verdwijnt zijn muzikale rol meer naar de achtergrond en verschijnen er geen grote projecten meer. De Cruise Control Studios blijven wel actief. In 2020 starten ze ook het label Rokin75 Records.

## Discografie
Producties
- Tony Scott - Pick Up The Pieces (1988)
- Jane Proove - The Only One (1988)
- Batteries Included ft. Ragoo - Everybody In The Place (1991)
- Boyz II Men - Under Pressure (1991)
- Tony Scott - From Da Soul (1991)
- Da Juice - Hear The Angels (1991)
- Da Juice - Runcomefollome (1991)
- Da Juice - Food For Thought (1991)
- Da Juice - Do That Thang (1992)
- Glenn Felter - What's Wrong (1992)
- Mr. Lee - Take Me Higher (1992)
- Heavy D & the Boyz - The Lover's Got What U Need (1992)
- Roxy D. - She's Fresh (1993)
- Unkn?wn! - Can U Make Me Say, Yeah? (1993)
- Nasty - Een Moment Zonder Jou (1996)
- Nasty - Hou Me Vast (1997)
- Re-Play - Kijk Om Je Heen (1998)
- Dignity - Talk To Me (1998)
- Dignity - Everything Has Changed (1998)
- Dignity - Nothing Is For Free (1998)
- Sat-R-Day - Do It Anyway You Wanna (1998)
- Nasty - Jij & Ik (1998)
- Re-Play - Kom Terug (1998)
- Pearl - Swing With Me (1998)
- Stay-C - Summer Holiday (1998)
- Dignity - The Right Guy (1999)
- Sat-R-Day - (I'm Diggin' Yo) Steelo (2000)
- Sat-R-Day - The Weekend Is For You (2000)
- Sat-R-Day - R. U. Ready?! (2001)
- 2 Elements ft. Janna – Brazilian Nights (2002)
- Sat-R-Day Feat. Coolio - Don't Go (2003)